# Bay-sur-Aube
Bay-sur-Aube település Franciaországban, Haute-Marne megyében. Lakosainak száma 46 fő (2022. január 1.). Bay-sur-Aube Germaines, Rochetaillée, Rouelles, Saint-Loup-sur-Aujon, Vitry-en-Montagne, Auberive és Aulnoy-sur-Aube községekkel határos.

## Népesség
A település népességének változása:
| Lakosok száma | 119  | 66   | 55   | 56   | 47   | 50   | 52   | 54   | 51   | 46   |
|               | 1968 | 1982 | 1990 | 2006 | 2013 | 2015 | 2017 | 2019 | 2020 | 2022 |